# Laphria taphius
Laphria taphius är en tvåvingeart som beskrevs av Walker 1849. Laphria taphius ingår i släktet Laphria och familjen rovflugor.
Artens utbredningsområde är Filippinerna. Inga underarter finns listade i Catalogue of Life.